# Georges Guiscard de Bar
Georges Guiscard de Bar, né le 7 mai 1740 à Courbenac, paroisse de Puy-l'Évêque (Lot), mort le 18 mars 1793 à Neerwinden (Belgique), est un général de brigade de la Révolution française.

## États de service
Il entre en service le 15 juillet 1753, comme surnuméraire dans l’artillerie, il devient cadet le 31 octobre 1754, sous-lieutenant le 1er janvier 1757, et lieutenant en troisième le 19 mai 1761.
Il est nommé lieutenant en premier le 15 octobre 1765, et capitaine le 1er octobre 1772. Capitaine de bombardiers le 9 mai 1778 et capitaine de canonniers le 3 juin 1779, il est fait chevalier de Saint-Louis le 7 mai 1782.
Le 27 janvier 1788, il est nommé chef de brigade au régiment d’artillerie de Toul, et le 25 mai 1788, il rejoint le régiment d’artillerie de Besançon. Il fait la campagne de 1792, il commande en tant que lieutenant-colonel l’artillerie au siège de Lille du 24 septembre au 8 octobre 1792, où il se distingue par son courage et son habileté. 
Il est promu général de brigade provisoire le 14 novembre 1792, il commande l’artillerie et le génie pendant le siège de la Citadelle d'Anvers du 25 au 28 novembre 1792, et il est confirmé dans son grade le 8 mars 1793.
Affecté à l’armée du Nord comme commandant de l’artillerie, il est tué par un boulet de canon le 18 mars 1793, à la bataille de Neerwinden.

## Sources
- (en) « Generals Who Served in the French Army during the Period 1789 - 1814: Eberle to Exelmans »
- Jacques Charavay, Les généraux morts pour la patrie, 1792-1871 : notice biographiques, Au siège de la société, 1893, 160 p. (lire en ligne), p. 3.
- Docteur Robinet, Jean-François Eugène et J. Le Chapelain, Dictionnaire historique et biographique de la révolution et de l'empire, 1789-1815, volume 2, Librairie Historique de la révolution et de l’empire, 886 p. (lire en ligne), p. 126.
- (pl) « Napoléon.org.pl »